# Frankrikes Grand Prix 1956
Frankrikes Grand Prix 1956 var det femte av åtta lopp ingående i formel 1-VM 1956.  

## Resultat
- 1 Peter Collins, Ferrari, 8 poäng
- 2 Eugenio Castellotti, Ferrari, 6
- 3 Jean Behra, Maserati, 4
- 4 Juan Manuel Fangio, Ferrari, 3+1
- 5 Cesare Perdisa, Maserati[1] 1
- = Stirling Moss, Maserati[1] 1
- 6 Louis Rosier, Ecurie Rosier (Maserati)
- 7 Paco Godia, Maserati
- 8 Hermano da Silva Ramos, Gordini
- 9 Robert Manzon, Gordini
- 10 Mike Hawthorn, Vanwall[2]
- = Harry Schell, Vanwall[2]
- 11 André Pilette, Gordini

### Förare som bröt loppet
- André Simon, André Simon (Maserati) (varv 41, motor)
- Piero Taruffi, Maserati (40, motor)
- Olivier Gendebien, Ferrari (38, koppling)
- Luigi Villoresi, Luigi Piotti (Maserati) (23, bromsar)
- Alfonso de Portago, Ferrari (20, växellåda)
- Maurice Trintignant, Bugatti (18, gasspjäll)
- Stirling Moss, Maserati[3] (12, växellåda)
- Harry Schell, Vanwall[4] (5, motor)

### Förare som ej startade
- Colin Chapman, Vanwall (olycka)